# Gymnocalycium castellanosii
Gymnocalycium castellanosii (укр. Гімнокаліціум Кастельяноса) — сукулентна рослина з роду гімнокаліціум (Gymnocalycium) родини кактусових (Cactaceae).

## Історія
У Буенос-Айресі німецький колекціонер кактусів, мандрівник, експерт і систематик кактусів Курт Бакеберг (нім. Curt Backeberg, 1894—1966) побував у професійного збирача кактусів Е. Штюмера, у якого була колекція нових гімнокаліциумів.
Бакеберг купив у нього багато рослин, які згодом поступово описали і назвали. Серед них були: Gymnocalycium mazanense, Gymnocalycium ochoterenae, Gymnocalycium nigriareolatum, Gymnocalycium castellanosii, Gymnocalycium weissianum, Gymnocalycium ocnanthemum та деякі інші. Gymnocalycium castellanosii Бакеберг вперше описав у 1935 році у виданні нім. «Kaktus-ABC». Опис був дуже коротким, а малюнок, який Курт Бакеберг одночасно опублікував, не був особливо характерним, тому тривалий час деякі кактусисти вважали цей таксон світлоколючковою формою Gymnocalycium weissianum або Gymnocalycium kurtzianum. Понад 40 років інші збирачі кактусів не могли знайти цей вид у природі, доки німецькі колекціонери, власники великої фірми-розплідника сукулентних рослин і насіння, збирачі рослин подружжя Йорг і Брігітта Пільц (Piltz, Jörg and Brigitte) не знайшли його у провінції Ла-Ріоха, в горах Сьєра-де-Малансан. Ці місця знаходяться в стороні від основної траси збирачів кактусів.

## Етимологія
Видова назва дана на честь аргентинського ботаніка та фахівця з кактусів, що був помічником Карлоса Спегаццині в музеї Буенос-Айреса і в Кордові, професора Альберто Кастельяноса (ісп. Alberto Castellanos, 1897—1968), від якого Бакеберг отримав багато цінних відомостей про місця проживання різних видів.

## Ареал і екологія
Gymnocalycium castellanosii є ендемічною рослиною Аргентини. Ареал розташований у провінціях Ла-Ріоха, Кордова і Сан-Луїс. Рослини зростають на висоті від 500 до 1300 метрів над рівнем моря на скелястих ділянках між густими колючими кущами в чаковому лісі та на гранітних або червоних піщаних горах, бідних на мінеральні речовини.

## Морфологічний опис
| Орган              | Опис |
| ------------------ | --- |
| Рослини            | поодинокі, кулясті або подовжено-кулясті. |
| Коріння            | |
| Стебло             | діаметром до 15 см, заввишки 10 см, тьмяно-зелене або синювато-зелене, верхівка притиснута до ареолів, що зливаються і утворюють шерстистий безхребетний диск. |
| Епідерміс          | |
| Ребра              | 10-12, із закругленими різко відокремленими горбиками у молодих особин, що у зрілої рослини стають майже плоскими.                                             |
| Ареоли             | вкриті густою повстю. |
| Аксили             | |
| Колючки            | міцні, товсті, прямі, білуваті з темними кінчиками. |
| Центральні колючки | одна. |
| Радіальні колючки  | 5-7, до 2,5 см завдовжки. |
| Квіти              | дзвоникоподібні або воронкоподібні, білі з рожевим відтінком, до 4,5 см завдовжки і в діаметрі.                                                                |
| Бутони             | |
| Зовнішні пелюстки  | |
| Внутрішні пелюстки | |
| Тичинки            | |
| Маточка            | |
| Плоди              | кулясті, зелені. |
| Насіння            | темно-коричневого до чорного забарвлення дуже блискучі, ніби вкриті лаком.                                                                                     |

## Чисельність, охоронний статус та заходи по збереженню
Gymnocalycium castellanosii входить до Червоного списку Міжнародного союзу охорони природи видів, з найменшим ризиком (LC). Рослина дуже поширена, і здорові субпопуляції трапляються в усьому її ареалі. Поточна тенденція чимельності популяції стабільна. Невідомі основні загрози, що впливають на цей вид.
Gymnocalycium castellanosii зустрічається у природних заповідниках «Валле-Фертіль» (ісп. Reserva de uso múltiple Valle Fértil) і «Гуасамайо» (ісп. Reserva provincial de uso múltiple Guasamayo).
Охороняється Конвенцією про міжнародну торгівлю видами дикої фауни і флори, що перебувають під загрозою зникнення (CITES).